# Stephanie Rottier
Stephanie Rottier (Sint-Niklaas, 22 januari 1974) is een Nederlands voormalig tennisspeelster. Ze begon haar professionele carrière in 1990. Haar laatste officiële wedstrijd speelde ze in 1998. Op 24-jarige leeftijd werd zij door een schouderblessure gedwongen om te stoppen als proftennisser.

## Loopbaan
Op de WTA-tour wist Rottier één keer een enkelspelfinale te bereiken, namelijk in het toernooi van Tokio in 1993. Zij verloor deze finale van de Japanse Kimiko Date. Haar hoogste ranking in het enkelspel was de 30e plaats (april 1993). In het dubbelspel behaalde Rottier eenmaal de finale op de WTA-tour. In 1999 verloor zij met de Taiwanese Wang Shi-ting de finale van het toernooi van Peking.
Op de ITF-tour won zij één titel in het enkelspel en twee in het dubbelspel.

## Posities op deWTA-ranglijst
Positie per einde seizoen:
| jaartal | ranking enkelspel | ranking dubbelspel |
| ------- | ----------------- | ------------------ |
| 1997    | 424               | –                  |
| 1996    | 247               | 182                |
| 1995    | 85                | 153                |
| 1994    | 94                | –                  |
| 1993    | 33                | –                  |
| 1992    | 91                | –                  |
| 1991    | 154               | 206                |
| 1990    | 157               | –                  |

## Palmares
| Legenda                |
| ---------------------- |
| Grandslamtoernooi      |
| Olympische Spelen      |
| Year-End Championships |
| Tier I                 |
| Tier II                |
| Tier III               |
| Tier IV & V            |

### WTA-finaleplaatsen enkelspel
| nr.              | finaledatum | toernooi          | ondergrond | tegenstandster | score    |
| ---------------- | ----------- | ----------------- | ---------- | -------------- | -------- |
| Verloren finales |             |                   |            |                |          |
| 1.               | 1993-04-11  | WTA Japan (Tokio) | hardcourt  | Kimiko Date    | 3-6, 1-6 |

### WTA-finaleplaatsen dubbelspel
| nr.              | finaledatum | toernooi   | ondergrond | partner       | tegenstandsters           | score    |
| ---------------- | ----------- | ---------- | ---------- | ------------- | ------------------------- | -------- |
| Verloren finales |             |            |            |               |                           |          |
| 1.               | 1995-09-30  | WTA Peking | hardcourt  | Wang Shi-ting | Claudia Porwik Linda Wild | 1-6, 0-6 |

## Prestatietabel grandslamtoernooien
| Legenda | Legenda                          |
| ------- | -------------------------------- |
| g.t.    | geen toernooi gehouden           |
| l.c.    | lagere categorie                 |
| –       | niet deelgenomen                 |
| G       | uitgeschakeld in de groepsfase   |
| 1R      | uitgeschakeld in de eerste ronde |
| 2R      | uitgeschakeld in de tweede ronde |
| 3R      | uitgeschakeld in de derde ronde  |
| 4R      | uitgeschakeld in de vierde ronde |
| KF      | uitgeschakeld in de kwartfinale  |
| HF      | uitgeschakeld in de halve finale |
| F       | de finale verloren               |
| W       | het toernooi gewonnen            |
| w-v     | winst/verlies-balans             |

### Enkelspel
| Toernooi        | 1991 | 1992 | 1993 | 1994 | 1995 |
| --------------- | ---- | ---- | ---- | ---- | ---- |
| Australian Open | 1R   | –    | 1R   | 1R   | 1R   |
| Roland Garros   | 1R   | 1R   | 1R   | 2R   | 1R   |
| Wimbledon       | –    | –    | 1R   | –    | 1R   |
| US Open         | 1R   | 1R   | 1R   | 1R   | 1R   |

### Vrouwendubbelspel
| Toernooi        | 1996 |    | 1998 |
| --------------- | ---- | -- | ---- |
| Australian Open | –    | –  |      |
| Roland Garros   | 1R   | 1R |      |
| Wimbledon       | –    | –  |      |
| US Open         | –    | –  |      |